# A James Webb űrtávcső első felvétele

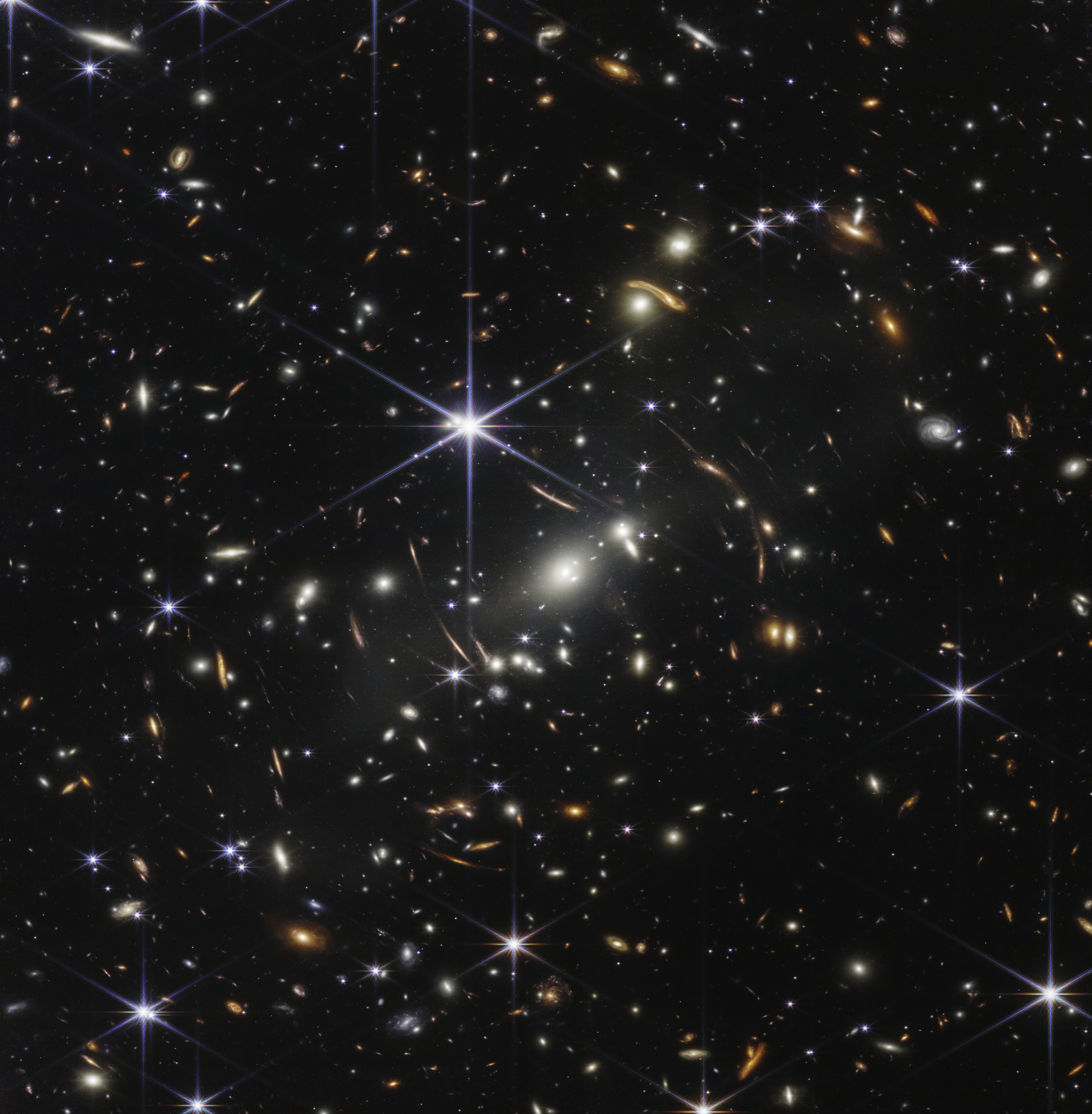
A Webb első felvétele

A James Webb űrtávcső első felvétele az első fénykép, amit a James Webb űrtávcső készített. Egy „deep field” felvétel, ami az égbolt egy kicsi részét mutatja be, ami a déli félgömbről látható és a SMACS 0723 galaxishalmaz van a középpontjában, a repülőhal csillagképben. Több ezer galaxis látható a felvételen, amik közül néhány akár 13 milliárd éves is. A valaha készült legjobb minőségű kép a fiatal világegyetemről. Az űrtávcső Near-Infrared Camera (NIRCam) műszerével készítették, 2022. július 11-én osztották meg a nyilvánossággal.

## Háttér
A James Webb űrtávcső amerikai űrtávcső, amit a NASA állított pályára, célja infravörös felvételek készítése. 2021 decemberében indították el és az L2 Lagrange-pont kerül kering, 1,5 millió kilométerre a Földtől. A Nap és a Föld gravitációs vonzása következtében a távcső szempontjából a Nap mindig a Föld takarásában marad és az űrtávcső így együtt kering a Földdel a Nap körül.
A James Webb űrtávcső első felvételét a Near-Infrared Camera (NIRCam) műszerrel készítették és négy különböző hullámhosszon készített képből áll, összesen 12,5 órányi záridővel.
A SMACS 0723 galaxishalmaz, ami látható a Föld déli félgömbjéről és több űrtávcső is gyakran készített róla felvételeket, a múlt kutatása céljából.

## Tudományos eredmények
A felvétel a galaxishalmaz 4,6 milliárd évvel ezelőtti állapotát mutatja, ami nagyjából az égbolt akkora részét fedi le, mint egy kinyújtott kézben tartott homokszem. A képen fellelhető objektumok nagy része jelentős vöröseltolódáson esett át, aminek oka a világegyetem növekedése az évmilliárdok során. Eddig a képen szereplő objektumok közül nagyjából kétszáz vöröseltolódását mérték, a legmagasabb érték 8,498 volt.
A galaxishalmaz súlya felnagyítja és eltorzítja a felvételt, módosítva a háttérben lévő galaxisok képét. A Webb kamerája a távoli galaxisokat fókuszba helyezte, megmutatva korábban még nem látott távoli, alig látható objektumokat.

## Jelentőség

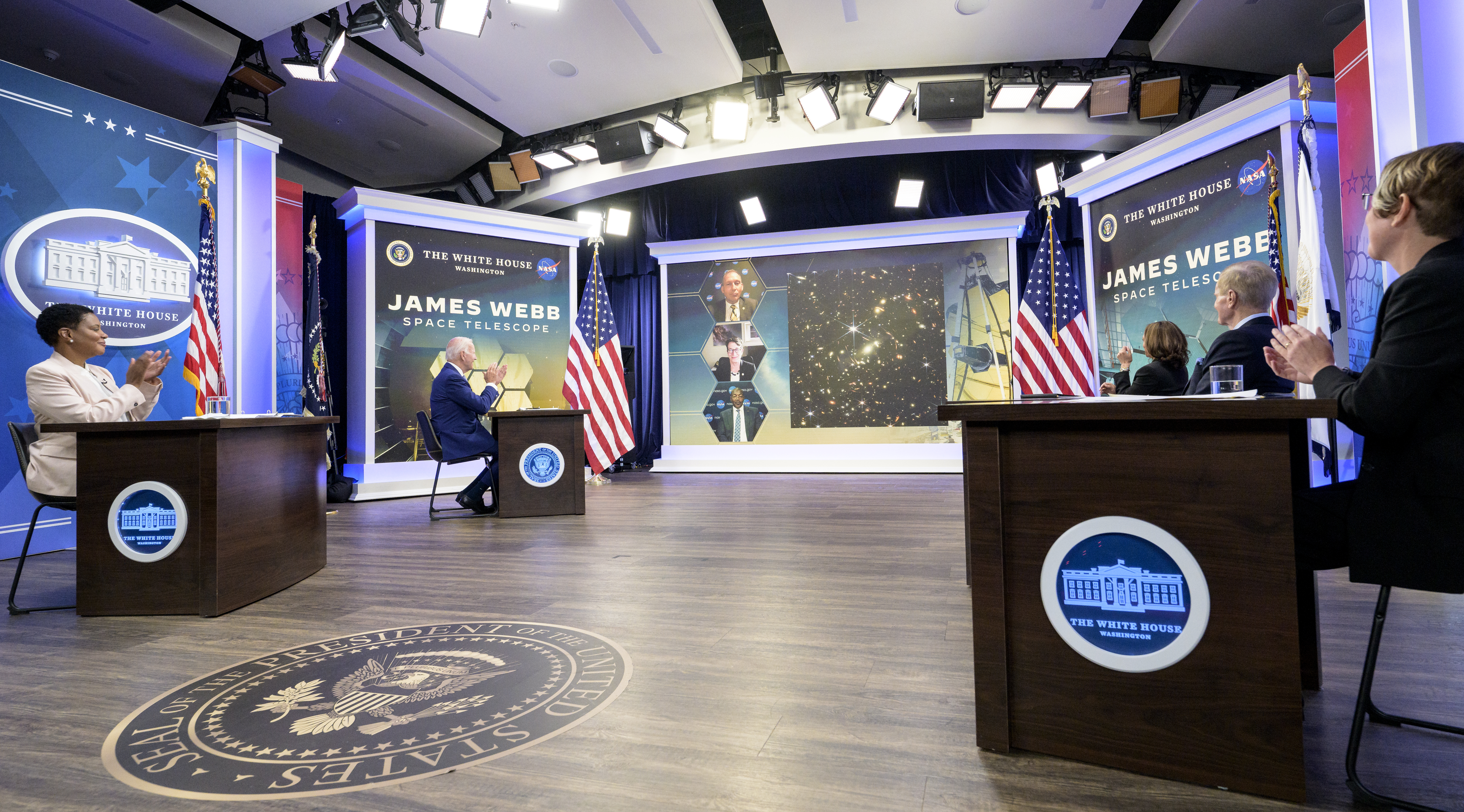
Joe Biden amerikai elnök (balról a második) bemutatja az űrtávcső első képét

2022. július 12-i megjelenésével a kép a legmélyebb és legjobb minőségű felvételt mutatta be a világegyetemről. A felvétel a Webb első teljes hamis színű képe és a legjobb minőségű infravörös felvétel az univerzumról. A kép több ezer galaxist mutat be a világegyetem egy apró részében, a Webb infravörös kamerája fókuszba hozza a háttérben lévő, alig látható objektumokat is, ezzel az eddigi legrészletesebb képet bemutatva a világegyetemről. A több ezer fényképezett galaxis között vannak a valaha felvett leghalványabbak is.
A képet először 2022. július 22-én osztotta meg a nyilvánossággal Joe Biden amerikai elnök.